# وستارية قصيرة العناقيد
وستارية قصيرة العناقيد (الاسم العلمي:Wisteria brachybotrys) هي نوع من النباتات تتبع جنس الوستارية من الفصيلة البقولية.